# Tayu Wetan
Tayu Wetan is een bestuurslaag in het regentschap Pati van de provincie Midden-Java, Indonesië. Tayu Wetan telt 3704 inwoners (volkstelling 2010).